# Chapter 4
Chapter 4 è il quarto album in studio del gruppo musicale sudcoreano GOD, pubblicato il 15 novembre 2011.

## Tracce
1. Intro – 1:17 (Park Jin-young)
2. Road (길?, GilLR) – 3:46 (Park Jin-young)
3. Again (다시?, DasiLR) – 4:43 (Park Jin-young)
4. Fool (바보?, BaboLR) – 3:57 (testo: Park Jin-young – musica: Park Jin-young, Bang Si-hyuk)
5. The Place Where You Should Be (니가 있어야 할 곳?, Niga iss-eo-ya hal gotLR) – 3:40 (testo: Park Jin-young – musica: Park Jin-young, Bae Jin-ryeol (JR Groove))
6. Sad Love (슬픈 사랑?, Seulpeun sarangLR) – 3:46 (testo: Park Joon-hyung, Danny Ahn, Yoon Kye-sang, Son Ho-young, Kim Tae-woo – musica: Kim Do-hoon)
7. I Know (나는 알아?, Naneun ar-aLR) – 4:05 (testo: Park Jin-young – musica: Park Jin-young, Bang Si-hyuk)
8. You Don't Know (모르죠?, MoreujyoLR) – 4:20 (testo: Park Jin-young, Bang Si-hyuk – musica: Bang Si-hyuk)
9. I'm a Man (난 남자가 있어?, Nan namjaga iss-eoLR, narrazione di Kim Jung-eun) – 4:05 (Park Jin-young)
10. Let's Go (feat. Lim Jeong-hee) (가자?, GajaLR) – 4:10 (Park Jin-young)
11. 134-14 – 3:28 (testo: Park Joon-hyung, Danny Ahn, Yoon Kye-sang, Son Ho-young, Kim Tae-woo – musica: Danny Ahn)
12. The Reason Why I Can't Leave (떠나지 못하는 이유?, Tteonaji mothaneun i-yuLR) – 4:10 (Park Jin-young)
13. Road (strumentale) – 3:46

## Accoglienza
Chapter 4 ha venduto 1 441 209 copie in Corea del Sud nel primo mese dopo la sua uscita, diventando il secondo disco del gruppo a raggiungere tale cifra, e ha detenuto il record di album più venduto in un mese (riedizioni escluse) nella storia della Recording Industry Association of Korea e dell'organizzazione che l'ha sostituita, la Korea Music Content Industry Association, che compila i dati per la Circle Chart, prima di essere sostituito da Love Yourself: Tear dei BTS nel maggio 2018. Nel 2011 è apparso in posizione 13 nella lista, stilata dal Korean Music Statistical Yearbook, dei cinquanta album più venduti fino ad allora in Corea del Sud.
Chapter 4 è stato popolare tra i fan ed è stato acclamato dalla critica. Ha vinto Album dell'anno ai Golden Disc Award del 2001, facendo dei GOD il secondo gruppo idol a ricevere uno dei premi più prestigiosi dell'industria. Diverse recensioni hanno sottolineato come il disco mostri un'immagine più introspettiva e matura dei GOD, anche nella copertina, uno scatto in bianco e nero del quintetto in piedi in mezzo a una strada, che ha un tema più serio rispetto a quella del terzo album Chapter 3. Il Korea JoongAng Daily ha concluso che "con R&B, hip-hop e ballad tutti miscelati tra loro, la nuova uscita dovrebbe soddisfare i molti fan della band".

## Riconoscimenti
- Golden Disc Award
  - 2001 – Album dell'anno[11]